# Cylindera germanica
Cylindera germanica — вид хижих жуків родини турунових (Carabidae).

## Опис
Тіло завдовжки 8-11 мм. Вусики прикріплені на лобі між основами верхніх щелеп. Голова ширша за переднеспинку. Верхня губа жовта, без кіля. Боки переднегрудки — голі. Тіло темнозеленого забарвлення, інколи бронзового або синього. Надкрила з 2-3 білими плямами на боковому краї.

## Поширення
Вид зустрічається у Центральній та Південній Європі, Західному Сибіру та Малій Азії.

## Спосіб життя
Житель відкритих ландшафтів з піщаним ґрунтом. Активний денний хижак, добре літає. Личинки ведуть засадний спосіб життя. Вони будують вертикальні ходи у ґрунті, де очікують на свою жертву.